# SS-Sonderführer

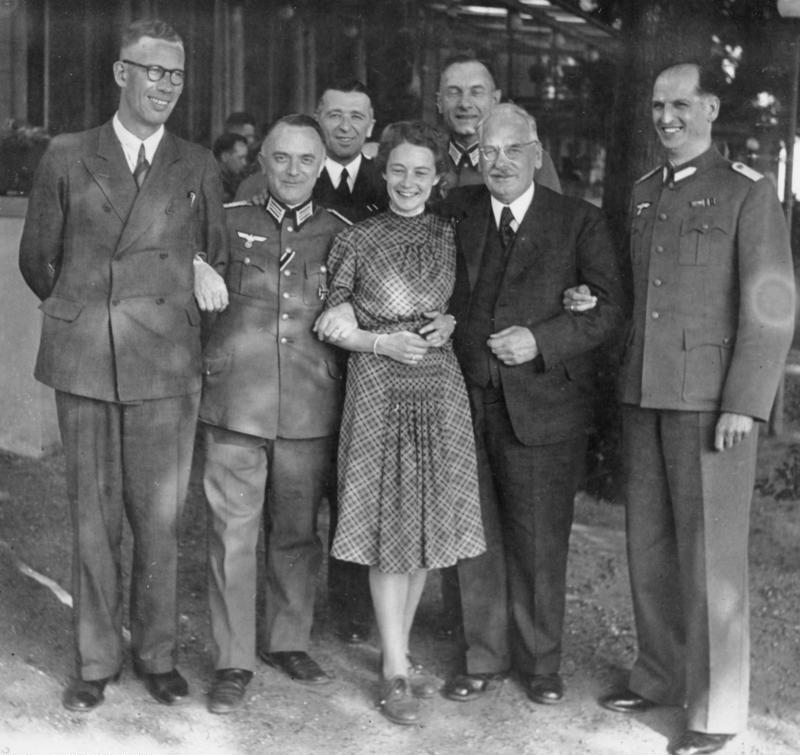
Służba łączności OKW, 1939. Pierwszy z prawej Sonderführer (Z)

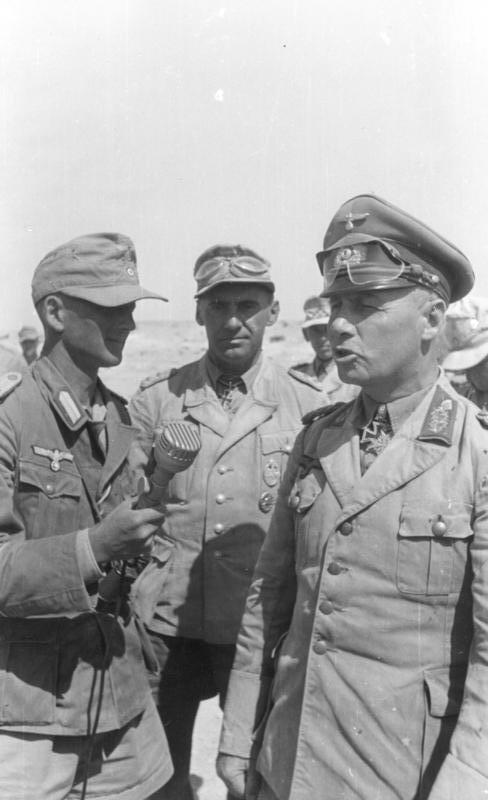
Erwin Rommel i Fritz Bayerlein udzielają wywiadu Sonderführerowi (pierwszy z lewej z mikrofonem)

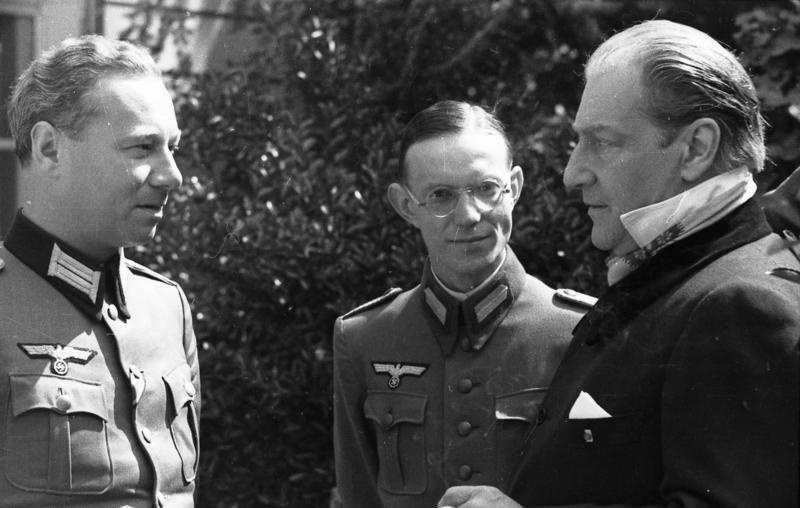
Sonderführer (O) pełniący rolę tłumacza (stoi pośrodku), okupowana Francja

Sonderführer (pol. Dowódca specjalny) – stopień specjalistyczny w III Rzeszy (zarówno w Wehrmachcie jak i w Schutzstaffel). Sonderführer nie posiadał przeszkolenia wojskowego na poziomie wymaganym dla oficera lub podoficera, jednak wyróżniał się kompetencjami niezbędnymi do przydziału etatowego w jednostkach np. medycznych czy też propagandowych (np. literat lub fotograf). Jego skrót to Sdf lub Sf.

## Sonderführer w Wehrmachcie
Stopień został wprowadzony do Wehrmachtu w 1937. Sonderführer był odpowiednikiem niektórych stopni sił zbrojnych III Rzeszy.
- Korpus oficerski:
  - Sonderführer (R) − odpowiednik pułkownika i podpułkownika
  - Sonderführer (B) − odpowiednik majora
  - Sonderführer (K) − odpowiednik kapitana/rotmistrza
  - Sonderführer (Z) − odpowiednik porucznika i podporucznika
- Korpus podoficerski:
  - Sonderführer (O) − odpowiednik starszego sierżanta/starszego wachmistrza
  - Sonderführer (G) − odpowiednik podoficera

W 1942 zarządzono aby dowódcy specjalni zostali przeszkoleni na oficerów rezerwy. W gwarze wojskowej nazywano ich "oficerami wąskotorowymi". 
Sonderführerzy nosili mundury wojskowe Wehrmachtu, różnica leżała w naramiennikach wykonanych z potrójnego srebrzonego pasma z ukośnymi, cienkimi pasami koloru czerwonego i czarnego, rozmieszczone w odstępach równych grubości pasma (oficerowie; podoficerowie nosili zwykłe naramienniki z obszyciem w tych barwach) oraz w kształcie i wyglądzie patek na kołnierz.
Stopień ten istniał także w Organizacji Todt.

## SS-Sonderführer
Stopień został wprowadzony do SS w 1935 (od 1942 SS-Fachführer (F) w Waffen-SS). Obejmował on techników, lekarzy, sędziów, muzyków i geologów w służbie SS.
- Äskulapstab − lekarz
- Negativer Äskulapstab − członek personelu medycznego
- Gotisches Z − dentysta
- Gotisches A − aptekarz
- Schlange − weterynarz
- Harfe − muzyk wojskowy

Zasadniczo SS-Sonderführerzy byli w każdej randze stosowanej w Schutzstaffel. Naramienniki dowódców specjalnych SS były identyczne jak te w siłach zbrojnych, zachowano noszone na kołnierzach patki SS, jednak wprowadzono do nich obszycie złożone ze splotów koloru czerwonego i białego.